# 新营镇 (和政县)
新营乡，是中华人民共和国甘肃省临夏回族自治州和政县下辖的一个乡镇级行政单位。

## 行政区划
新营乡下辖以下地区：
寺营村、炭市村、河沿村、大庄村、尕庄村、闫蔡坪村、山城村、大沟村和三坪村。